# Detroit Vipers
Detroit Vipers byl profesionální americký klub ledního hokeje, který sídlil v Detroitu ve státě Michigan. V letech 1994–2001 působil v profesionální soutěži International Hockey League. Vipers ve své poslední sezóně v IHL skončily v základní části. Klub byl během své existence farmami celků NHL. Jmenovitě se jedná o Ottawa Senators a Tampa Bay Lightning. Své domácí zápasy odehrával v hale The Palace of Auburn Hills s kapacitou 20 804 diváků. Klubové barvy byly zelená, bílá, červená, černá a světle modrá.
Založen byl v roce 1994 po přestěhování týmu Salt Lake Golden Eagles do Detroitu. Jednalo se o vítěze Turner Cupu ze sezóny 1996/97.

## Úspěchy
- Vítěz Turner Cupu ( 1× )
  - 1996/97

## Přehled ligové účasti
Zdroj: 
- 1994–1995: International Hockey League (Severní divize)
- 1995–1996: International Hockey League (Centrální divize)
- 1996–1997: International Hockey League (Severní divize)
- 1997–1999: International Hockey League (Severovýchodní divize)
- 1999–2001: International Hockey League (Východní divize)